# 1716
1716 (MDCCXVI) je bilo prestopno leto, ki se je po gregorijanskem koledarju začelo na sredo, po 11 dni počasnejšem julijanskem koledarju pa na soboto.

## Dogodki
- Evgen Savojski premaga Turke pri Petrovaradinu.

## Smrti
- 5. avgust - Silahdar Damat Ali Paša, veliki vezir  (*  1667)
- 14. november - Gottfried Wilhelm Leibniz, nemški filozof, matematik, fizik, zgodovinar, jezikoslovec, knjižničar, diplomat lužiško srbskega porekla (* 1646)